# 米格尔恩
米格尔恩（德語：Mügeln，發音：[ˈmyːɡl̩n] ⓘ）是德国萨克森州北萨克森县的城市，面积55.08平方千米，2023年12月31日人口为5,794人。